# Fernando Gautreaux
Fernando Gautreaux (geb. vor 1955) ist ein dominikanischer Gitarrist.
Gautreaux begann seine Laufbahn als Gitarrist 1955 mit dem Trio Los Juglares, dem außerdem Rafael Rodríguez und Alejandro Dandrades angehörten. Das Trio trat bei Vox Dominicana auf, wo zahlreiche Musiker des Landes ihre Laufbahn begannen.
Nach dem Einmarsch der Truppen der USA 1965 ging die Gruppe nach Puerto Rico und arbeitete dort mit der Sängerin Virginia López zusammen. 1977 wurde das Trio als musikalische Begleitband bei der Wahl der Miss Universe engagiert, die in diesem Jahr Janelle Commissiong aus Trinidad und Tobago gewann. Nach diesem Engagement traten sie in New York auf und unternahmen unter Leitung des Impresarios Javier Cugat eine Konzertreise durch die USA, Staaten der Karibik und nach Japan.
Beim Erhalt der Nachricht vom Todes seines Sohnes Eddie Mauricio Gautreaux gab Fernando Gautreaux  seine musikalischen Aktivitäten auf und kehrte in die Dominikanische Republik zurück. Erst Jahre später begann er wieder als Musiker zu arbeiten und trat mit seinem Trio wieder auf Kreuzfahrtschiffen in der Karibik auf.

## Quelle
- Fernando Gautreaux, Director del Trío Los Juglares en el programa Quisqueya y sus Canciones

| Personendaten    | Personendaten             |
| ---------------- | ------------------------- |
| NAME             | Gautreaux, Fernando       |
| KURZBESCHREIBUNG | dominikanischer Gitarrist |
| GEBURTSDATUM     | vor 1955                  |